# Масаши Ватанабе
Масаши Ватанабе (на японски: 渡辺 正) е японски футболист, роден на 11 януари 1936 г. Играл е за и е ръководил националния отбор на Япония.

## Клубна кариера
През 1954 г.,след като завършва гимназия, той се присъединява към „Ямата стийл“ (по-късно Нипон стийл). През 1958 г. напуска „Ямата стийл“ и постъпва в университета Рикьо. След като завършва университета, той се присъединява към „Ямата стийл“ отново през 1962 г. Пенсионира се през 1971 г.

## Национален отбор
На 25 декември 1958 г., още докато Ватанабе е студент, дебютира в националния отбор. Участва в Летните олимпийски игри през 1964 г. в Токио и в Летните олимпийски игри в Мексико сити през 1968 г. На Летните олимпийски игри през 1968 г. той изиграва 5 мача и вкарва 2 гола срещу Бразилия и Франция. През 2018 г. отборът е избран да влезе в Залата на славата на Япония по футбол.
Записал е и 39 мача за националния отбор на Япония.
| Япония | Япония | Япония |
| Година | Мачове | Голове |
| ------ | ------ | ------ |
| 1958   | 2      | 1      |
| 1959   | 8      | 4      |
| 1960   | 1      | 0      |
| 1961   | 6      | 1      |
| 1962   | 3      | 0      |
| 1963   | 5      | 3      |
| 1964   | 1      | 0      |
| 1965   | 3      | 0      |
| 1966   | 2      | 1      |
| 1967   | 3      | 1      |
| 1968   | 2      | 0      |
| 1969   | 3      | 1      |
| Общо   | 39     | 12     |

## Треньорска кариера
През 1969 г., когато Ватанабе играе за Yawata Steel (по-късно Nippon Steel), той става мениджър. Управлява клуба до 1975 г. През 1979 г. става помощник-треньор на Националния отбор на Япония. На квалификационните турнири в Азия през април 1980 г., след като Япония не успява да се класира за Летните олимпийски игри през 1980 г., Шимомура, който е дотогавашният мениджър, подава оставка. През май Ватанабе е повишен в мениджър като наследник на Шимомура. Въпреки това, малко преди квалификацията за Световната купа през декември, той претърпява субарахноидален кръвоизлив и бива заменен от Сабуро Кавабучи.
На 7 декември 1995 г. Ватанабе почива от сърдечна недостатъчност в Чиба на 59-годишна възраст. През 2006 г. той бива избран за Залата на славата на Япония по футбол.